# Badra Gunba
Badra Gunba (Abchasisch Бадра Зураб-иԥа Гәынба, Russisch Бадра Зурабович Гунба; * 14. August 1982 in Suchum, Abchasische ASSR, Georgische SSR, Sowjetunion) ist ein abchasischer Politiker. Seit dem März 2024 ist er der Präsident der kleinen, international kaum anerkannten Republik Abchasien in Georgien.
Nach dem Sturz von Aslan Bschania, dem sechsten Präsidenten Abchasiens, nach Massendemonstrationen im November 2024 gab es eine vorgezogene Präsidentschaftswahl. Im Wahlkampf traf sich Gunba mit dem russischen Außenminister Sergei Lawrow. Die erste Runde der Präsidentschaftswahlen am 15. Februar gewann Gunba, erhielt aber nicht die notwendigen 50 % der Stimmen. Gunba gewann die Stichwahl dieses Urnengangs mit 54,73 % der abgegebenen Stimmen. Die russische Regierung hatte „sich so stark wie nie zuvor in den abchasischen Wahlkampf eingemischt“ und dabei Gunba unterstützt. Gunba hatte unter Bschania als Vizepräsident gedient und nach seinem Abtreten interimsmäßig das Amt übernommen.